# Zawyet el'Aryan
Zwawiyet el-Aryan is een dorp in Egypte, tussen de locaties Gizeh en Aboesir. 
Aan het westen van het dorp is een necropolis, bekend onder dezelfde naam. Op dit terrein staan twee piramiden met aangrenzende gebouwen. Opmerkelijk is dat op dit terrein weinig gebouwd is. 
Op de necropolis staan twee piramiden: de trappenpiramide van Chabai en de vervallen piramide van Baka. Het tweede object in de necropolis is niet uitgebreid bestudeerd.